# Système F
Pour les articles homonymes, voir System F.
Le système F (aussi appelé lambda-calcul polymorphe ou de lambda-calcul du second ordre) est un formalisme logique qui permet d'exprimer de façon très riche[Quoi ?] et très rigoureuse[Quoi ?] des fonctions et d'y démontrer formellement des propriétés difficiles[Quoi ?]. Plus précisément, le système F est une extension du lambda-calcul simplement typé introduite indépendamment par le logicien Jean-Yves Girard et par l'informaticien John C. Reynolds.
Ce système se distingue du lambda-calcul simplement typé par l'existence[pas clair] d'une quantification universelle sur les types qui permet d'exprimer du polymorphisme.
Le système F possède deux propriétés cruciales :
1. Vu comme un système de réécriture de termes, le système F est fortement normalisant (autrement dit, tous les calculs se terminent) ;
2. il correspond par la correspondance de Curry-Howard à la logique minimale propositionnelle du second ordre. Soit : le calcul propositionnel, sans la négation mais avec les quantificateurs.

Note liminaire : La lecture de cet article suppose la lecture préalable de l'article « lambda-calcul » et son assimilation.

## Introduction
Ainsi que l'atteste sa double origine, le système F peut être étudié dans deux contextes très différents :
- Dans le domaine de la programmation fonctionnelle, où il apparaît comme une extension très expressive du noyau du langage ML. Son expressivité est illustrée par le fait que les types de données courants (booléens, entiers, listes, etc.) sont définissables dans le système F à partir des constructions de base ;
- Dans le domaine de la logique, et plus particulièrement de la théorie de la démonstration. À travers la correspondance de Curry-Howard, le système F est en effet isomorphe à la logique minimale du second ordre. En outre, ce système capture très exactement la classe des fonctions numériques dont l'existence est prouvable en arithmétique intuitionniste du second ordre (parfois appelée analyse intuitionniste). C'est d'ailleurs cette propriété remarquable du système F qui a historiquement motivé son introduction par Jean-Yves Girard, dans la mesure où cette propriété permet de résoudre le problème de l'élimination des coupures en arithmétique du second ordre, conjecturé par Takeuti.

Historiquement le système F a joué un rôle essentiel dans les fondations de l'informatique en proposant, dès le début des années 1970, un formalisme de types riche, simple et très expressif de fonctions calculables très générales. Il ouvrait la voie aux langages de programmation typés modernes et aux assistants de preuve comme Rocq.
Comme le lambda-calcul simplement typé, le système F admet deux présentations équivalentes :
- Une présentation à la Church, dans laquelle chaque terme contient toutes les annotations de type nécessaires à la reconstruction de son type (de manière univoque) ;
- Une présentation à la Curry, due à l'informaticien Daniel Leivant, dans laquelle les termes (qui sont ceux du lambda-calcul pur) sont dépourvus de toute annotation de type, et sont ainsi sujets aux problèmes d'ambiguïté typique.

## Présentation à la Church
Le système F admet deux sortes d'objets : les types et les termes. Les termes peuvent être « réduits » et traduisent des fonctions calculables, tandis que les types annotent les termes et permettent de les catégoriser.

### Syntaxe
Les types du système F (notés {\displaystyle A}, {\displaystyle B}, {\displaystyle C}, etc.) sont formés à partir d'un ensemble de variables de types (notées {\displaystyle \alpha }, {\displaystyle \beta }, {\displaystyle \gamma }, etc.) à l'aide des trois règles de construction suivantes :
- (Variable de type) Si {\displaystyle \alpha } est une variable de type, alors {\displaystyle \alpha } est un type ;
- (Type flèche) Si {\displaystyle A} et {\displaystyle B} sont des types, alors {\displaystyle A\to B} est un type ;
- (Type universel) Si {\displaystyle \alpha } est une variable de type et {\displaystyle B} un type, alors {\displaystyle \forall \alpha ~B} est un type.

En résumé, les types du système F sont donnés par la grammaire BNF :
{\displaystyle A,B~~::=~~\alpha ~~|~~A\to B~~|~~\forall \alpha ~B.}
Comme en lambda-calcul ou en calcul des prédicats, la présence d'un symbole mutificateur {\displaystyle \forall } nécessite de distinguer les notions de variable libre et de variable liée, et d'introduire les mécanismes usuels de renommage permettant de travailler à {\displaystyle \alpha }-conversion près. Enfin, l'algèbre de types du système F est munie d'une opération de substitution similaire à celle du lambda-calcul, et l'on note {\displaystyle B\{\alpha :=A\}} le type obtenu en remplaçant dans le type {\displaystyle B} toutes les occurrences libres de la variable de type {\displaystyle \alpha } par le type {\displaystyle A}.
Les termes (bruts) du système F (notés {\displaystyle M}, {\displaystyle N}, etc.) sont formés à partir d'un ensemble de variables de termes (notées {\displaystyle x}, {\displaystyle y}, {\displaystyle z}, etc.) à l'aide des cinq règles de construction suivantes :
- (Variable) Si {\displaystyle x} est une variable de terme, alors {\displaystyle x} est un terme ;
- (Abstraction) Si {\displaystyle x} est une variable de terme, {\displaystyle A} un type et {\displaystyle M} un terme, alors {\displaystyle \lambda x:A.M} est un terme ;
- (Application) Si {\displaystyle M} et {\displaystyle N} sont des termes, alors {\displaystyle MN} est un terme ;
- (Abstraction de type) Si {\displaystyle \alpha } est une variable de type et {\displaystyle M} un terme, alors {\displaystyle \Lambda \alpha .M} est un terme ;
- (Application de type) Si {\displaystyle M} est un terme et {\displaystyle A} un type, alors {\displaystyle MA} est un terme.

En résumé, les termes (bruts) du système F sont donnés par la grammaire BNF :
{\displaystyle M,N~~::=~~x~~|~~\lambda x\,{:}\,A\,.\,M~~|~~MN~~|~~\Lambda \alpha \,.\,M~~|~~MA.}
Les termes du système F incorporent deux mécanismes de liaison de variable : un mécanisme de liaison de variables de termes (par la construction {\displaystyle \lambda x\,{:}\,A\,.\,M}) et un mécanisme de liaison de variables de types (par la construction {\displaystyle \Lambda \alpha \,.\,M}), qui sont tous les deux pris en compte au niveau de la relation d'{\displaystyle \alpha }-conversion. Ce double mécanisme donne naturellement lieu à deux opérations de substitution : une substitution de terme notée {\displaystyle M\{x:=N\}}, et une substitution de type notée {\displaystyle M\{\alpha :=A\}}.

### β-réduction
La présence d'un double mécanisme d'abstraction et d'application (abstraction/application de terme et abstraction/application de type) donne lieu à deux règles de {\displaystyle \beta }-réduction, dont l'union engendre par passage au contexte la relation de {\displaystyle \beta }-réduction en une étape du système F :
- {\displaystyle (\lambda x\,{:}\,A\,.\,M)N\longrightarrow M\{x:=N\}} ;
- {\displaystyle (\Lambda \alpha \,.\,M)A\longrightarrow M\{\alpha :=A\}}.

Comme pour le lambda-calcul pur, la {\displaystyle \beta }-réduction du système F est confluente (sur les termes bruts) et vérifie la propriété de Church-Rosser :
- (Confluence de la {\displaystyle \beta }-réduction) Si {\displaystyle M\longrightarrow ^{*}M_{1}} et {\displaystyle M\longrightarrow ^{*}M_{2}}, alors il existe un terme {\displaystyle M'} tel que {\displaystyle M_{1}\longrightarrow ^{*}M'} et {\displaystyle M_{2}\longrightarrow ^{*}M'} ;
- (Propriété de Church-Rosser) Pour que deux termes {\displaystyle M_{1}} et {\displaystyle M_{2}} soient {\displaystyle \beta }-convertibles, il faut et il suffit qu'il existe un terme {\displaystyle M'} tel que {\displaystyle M_{1}\longrightarrow ^{*}M'} et {\displaystyle M_{2}\longrightarrow ^{*}M'}.

### Système de types
On appelle contexte de typage (notation : {\displaystyle \Gamma }, {\displaystyle \Gamma '}, etc.) toute liste finie de déclarations de la forme {\displaystyle x:A} (où {\displaystyle x} est une variable de terme et {\displaystyle A} un type) dans laquelle une variable de terme est déclarée au plus une fois.
Le système de types du système F est construit autour d'un jugement de typage de la forme {\displaystyle \Gamma \vdash M:A} (« dans le contexte {\displaystyle \Gamma }, le terme {\displaystyle M} a pour type {\displaystyle A} »), qui est défini à partir des règles d'inférence suivantes :
- (Axiome) {\displaystyle {\frac {}{\Gamma \vdash x:A}}} si {\displaystyle (x:A)\in \Gamma } ;
- ({\displaystyle \to }-intro) {\displaystyle {\frac {\Gamma ,x:A\vdash M:B}{\Gamma \vdash \lambda x\,{:}\,A\,.\,M:A\to B}}} ;
- ({\displaystyle \to }-élim) {\displaystyle {\frac {\Gamma \vdash M:A\to B\quad \Gamma \vdash N:A}{\Gamma \vdash MN:B}}} ;
- ({\displaystyle \forall }-intro) {\displaystyle {\frac {\Gamma \vdash M:B}{\Gamma \vdash \Lambda \alpha \,.\,M:\forall \alpha ~B}}} si {\displaystyle \alpha } n'a pas d'occurrence libre dans {\displaystyle \Gamma } ;
- ({\displaystyle \forall }-élim) {\displaystyle {\frac {\Gamma \vdash M:\forall \alpha ~B}{\Gamma \vdash MA:B\{\alpha :=A\}}}}.

Les deux propriétés principales de ce système de types sont la propriété de préservation du type par {\displaystyle \beta }-réduction et la propriété de normalisation forte :
- (Préservation du type par réduction) Si {\displaystyle \Gamma \vdash M:A} et si {\displaystyle M\longrightarrow ^{*}M'}, alors {\displaystyle \Gamma \vdash M':A} ;
- (Normalisation forte) Si {\displaystyle \Gamma \vdash M:A}, alors {\displaystyle M} est fortement normalisable.

La première de ces deux propriétés est une propriété purement combinatoire qui se démontre par une induction directe sur la dérivation de typage. En revanche, la propriété de normalisation forte du système F est une propriété dont la démonstration repose fondamentalement sur des méthodes non combinatoires, basées sur la notion de candidat de réductibilité.

### Indécidabilité
Le système de type présenté dans la section précédente est explicite, ce qui veut dire de les informations sur le type des termes sont données à chaque étape. On dit aussi que c'est un système « à la Church ». Dans un tel système, vérifier qu'un terme est bien typé est très simple.
En 1994, Joe B. Wells a résolu une conjecture ancienne, qui répond à un problème plus général, à savoir que la vérification de type pour un variant « à la Curry » du système F (un système de type où les informations de type ne sont pas données) est indécidable. Le résultat de Wells signifie que la reconstruction du type pour le système F n'est pas possible. Autrement dit, en système F, on ne peut pas avoir un mécanisme logiciel qui, comme en OCaml ou en Haskell, assigne un type à une fonction que le programmeur a entrée. Cependant dans ces langages, pour aller vers des systèmes de type qui englobent le système F, le programmeur doit fournir, ici ou là, des informations de type pour aider le logiciel à reconstruire le type du terme entier. Dans des langages comme Gallina (de Rocq) ou Agda (en) qui contiennent une large extension du système F, la contribution du programmeur au typage est déterminante.

## Représentation des types de données
Pour pouvoir utiliser le lambda-calcul simplement typé comme un langage de programmation, il est nécessaire de lui adjoindre des types de base (booléens, entiers, etc.) et des règles de réduction supplémentaires qui étendent le pouvoir expressif du formalisme. Un exemple d'une telle extension est le système T de Gödel, qui est obtenu en ajoutant au lambda-calcul simplement typé des entiers naturels primitifs et un mécanisme de récursion similaire à la récursion primitive (mais plus expressif).
Dans le système F, une telle extension n'est pas nécessaire car l'expressivité du formalisme permet de définir les types de base et les constructeurs de types usuels sans qu'il soit nécessaire de modifier ni le système de types ni les règles de réduction.

### Booléens et types finis
Le type des booléens est défini dans le système F par
- {\displaystyle {\textbf {Bool}}~\equiv ~\forall \gamma \,(\gamma \to \gamma \to \gamma )}

et les constantes {\displaystyle {\textbf {true}}} et {\displaystyle {\textbf {false}}} par :
- {\displaystyle {\textbf {true}}~\equiv ~\Lambda \gamma \,.\,\lambda x,y\,{:}\,\gamma \,.\,x~:~{\textbf {Bool}}} ;
- {\displaystyle {\textbf {false}}~\equiv ~\Lambda \gamma \,.\,\lambda x,y\,{:}\,\gamma \,.\,y~:~{\textbf {Bool}}}.

On peut démontrer que les deux termes ci-dessus sont les deux seuls termes clos en forme normale de type {\displaystyle {\textbf {Bool}}}. Ainsi, le type de données {\displaystyle {\textbf {Bool}}} capture effectivement la notion de booléen.
La construction 'if … then … else …' est définie par
- {\displaystyle {\texttt {if}}_{C}~M~{\texttt {then}}~N_{1}~{\texttt {else}}~N_{2}~\equiv ~MCN_{1}N_{2}}

où {\displaystyle C} désigne le type d'élimination de la construction 'if ...', c'est-à-dire le type commun aux deux branches de la conditionnelle. Cette définition est correcte du point de vue du typage comme du point de vue calculatoire dans la mesure où :
- Dans tout contexte où le terme {\displaystyle M} a le type {\displaystyle {\textbf {Bool}}} et où les termes {\displaystyle N_{1}} et {\displaystyle N_{2}} ont le type {\displaystyle C}, la construction {\displaystyle {\texttt {if}}_{C}~M~{\texttt {then}}~N_{1}~{\texttt {else}}~N_{2}} est bien typée et a pour type le type {\displaystyle C} ;
- Si le terme {\displaystyle M\,\!} se réduit sur {\displaystyle {\textbf {true}}}, alors la construction {\displaystyle {\texttt {if}}_{C}~M~{\texttt {then}}~N_{1}~{\texttt {else}}~N_{2}} se réduit sur {\displaystyle N_{1}\,\!} ;
- Si le terme {\displaystyle M\,\!} se réduit sur {\displaystyle {\textbf {false}}}, alors la construction {\displaystyle {\texttt {if}}_{C}~M~{\texttt {then}}~N_{1}~{\texttt {else}}~N_{2}} se réduit sur {\displaystyle N_{2}\,\!}.

Plus généralement, on peut définir un type fini {\displaystyle E_{n}} à {\displaystyle n} valeurs {\displaystyle e_{1},\ldots ,e_{n}} en posant :
- {\displaystyle E_{n}~\equiv ~\forall \gamma \,(\underbrace {\gamma \to \cdots \to \gamma } _{n}\to \gamma )} ;
- {\displaystyle e_{i}~\equiv ~\Lambda \gamma \,.\,\lambda x_{1},\ldots ,x_{n}\,{:}\,\gamma \,.\,x_{i}} (pour tout {\displaystyle 1\leq i\leq n}).

Là encore, on peut démontrer que les termes {\displaystyle e_{1},\ldots ,e_{n}} sont les seuls termes clos en forme normale de type {\displaystyle E_{n}}. L'opération de filtrage correspondant est définie par :
- {\displaystyle {\texttt {match}}_{C}~M~{\texttt {with}}~e_{1}\mapsto N_{1}|\cdots |e_{n}\mapsto N_{n}~\equiv ~M\,C\,N_{1}\cdots N_{n}}

(où {\displaystyle C} désigne le type des branches de filtrage).
En particulier :
- {\displaystyle E_{2}~\equiv ~\forall \gamma \,(\gamma \to \gamma \to \gamma )~\equiv ~{\textbf {Bool}}} (type des booléens) ;
- {\displaystyle E_{1}~\equiv ~\forall \gamma \,(\gamma \to \gamma )~\equiv ~{\textbf {Unit}}} (type singleton) ;
- {\displaystyle E_{0}~\equiv ~\forall \gamma \,\gamma ~\equiv ~{\textbf {Empty}}} (type vide).

Le type {\displaystyle E_{0}} n'est habité par aucun terme clos en forme normale, et, d'après le théorème de normalisation forte, il n'est habité par aucun terme clos.

### Produit cartésien et somme directe
Soit {\displaystyle A} et {\displaystyle B} deux types. Le produit cartésien {\displaystyle A\times B} est défini dans le système F par
- {\displaystyle A\times B~\equiv ~\forall \gamma \,((A\to B\to \gamma )\to \gamma )}

et la construction de couple par
- {\displaystyle \langle M;N\rangle ~\equiv ~\Lambda \gamma \,.\,\lambda f\,{:}\,(A\to B\to \gamma )\,.\,f\,M\,N~:~A\times B} (si {\displaystyle M:A\,\!} et {\displaystyle N:B\,\!})

Comme pour les types énumérés, on peut démontrer que les seuls termes clos en forme normale de type {\displaystyle A\times B} sont de la forme {\displaystyle \langle M;N\rangle }, où {\displaystyle M} et {\displaystyle N} sont des termes clos en forme normale de type {\displaystyle A} et {\displaystyle B}, respectivement. Les fonctions de projection correspondantes sont données par
- {\displaystyle {\textbf {fst}}~\equiv ~\Lambda \alpha ,\beta \,.\,\lambda p\,{:}\,(\alpha \times \beta )\,.\,p\,\alpha \,(\lambda x\,{:}\,\alpha \,.\,\lambda y\,{:}\,\beta \,.\,x)~:~\forall \alpha ,\beta \,(\alpha \times \beta \to \alpha )}
- {\displaystyle {\textbf {snd}}~\equiv ~\Lambda \alpha ,\beta \,.\,\lambda p\,{:}\,(\alpha \times \beta )\,.\,p\,\beta \,(\lambda x\,{:}\,\alpha \,.\,\lambda y\,{:}\,\beta \,.\,y)~:~\forall \alpha ,\beta \,(\alpha \times \beta \to \beta )}

Ces fonctions vérifient naturellement les égalités
{\displaystyle {\textbf {fst}}\,A\,B\,\langle M;N\rangle =M} et {\displaystyle {\textbf {snd}}\,A\,B\,\langle M;N\rangle =N}.
La somme directe {\displaystyle A+B} est définie par
- {\displaystyle A+B~\equiv ~\forall \gamma \,((A\to \gamma )\to (B\to \gamma )\to \gamma )}

Les habitants des types {\displaystyle A} et {\displaystyle B} sont plongés dans le type {\displaystyle A+B} à l'aide des constructions
- {\displaystyle {\textbf {inl}}(M)~\equiv ~\Lambda \gamma \,.\,\lambda f\,{:}\,(A\to \gamma )\,.\,\lambda g\,{:}\,(B\to \gamma )\,.\,f\,M~:~A+B} (si {\displaystyle M:A\,\!})
- {\displaystyle {\textbf {inr}}(M)~\equiv ~\Lambda \gamma \,.\,\lambda f\,{:}\,(A\to \gamma )\,.\,\lambda g\,{:}\,(B\to \gamma )\,.\,g\,M~:~A+B} (si {\displaystyle M:B\,\!})

tandis que le filtrage des éléments de type {\displaystyle A+B} est assuré par la construction
- {\displaystyle {\texttt {match}}~N~{\texttt {with}}~{\textbf {inl}}(x)\mapsto M_{1}~|~{\textbf {inr}}(y)\mapsto M_{2}~\equiv ~N\,C\,(\lambda x\,{:}\,A\,.\,M_{1})\,(\lambda y\,{:}\,B\,.\,M_{2})}

qui satisfait les égalités définitionnelles attendues.
Contrairement au produit cartésien, l'encodage de la somme directe dans le système F ne capture pas toujours la notion d'union disjointe, dans la mesure où il est possible, dans certains cas, de construire des termes clos en forme normale de type {\displaystyle A+B} qui ne sont ni de la forme {\displaystyle {\textbf {inl}}(M)} (avec {\displaystyle M:A}) ni de la forme {\displaystyle {\textbf {inr}}(M)} (avec {\displaystyle M:B})[réf. nécessaire].

### Les entiers de Church
Le type des entiers de Church est défini dans le système F par
- {\displaystyle \mathbf {Nat} ~\equiv ~\forall \gamma \,(\gamma \to (\gamma \to \gamma )\to \gamma )}

Chaque entier naturel {\displaystyle n} est représenté par le terme
- {\displaystyle {\bar {n}}~\equiv ~\Lambda \gamma \,\lambda x\,{:}\,\gamma \,.\,\lambda f\,{:}\,(\gamma \to \gamma )\,.\,\underbrace {f(\cdots (f} _{n}\,x)\cdots )~:~\mathbf {Nat} }

Comme pour les booléens, le type {\displaystyle \mathbf {Nat} } capture la notion d'entier naturel puisque tout terme clos de type {\displaystyle \mathbf {Nat} } en forme normale est de la forme {\displaystyle {\bar {n}}} pour un certain entier naturel {\displaystyle n}.

## Présentation à la Curry

### La fonction d'effacement
- {\displaystyle |x|=x}
- {\displaystyle |\lambda x:A.M|=\lambda x.|M|}
- {\displaystyle |MN|=|M||N|}
- {\displaystyle |\Lambda \alpha .M|=|M|}
- {\displaystyle |MA|=|M|}

### Système de types
- (Axiome) {\displaystyle {\frac {}{\Gamma \vdash x:A}}} si {\displaystyle (x:A)\in \Gamma }
- ({\displaystyle \to }-intro) {\displaystyle {\frac {\Gamma ,x:A\vdash M:B}{\Gamma \vdash \lambda x.M:A\to B}}}
- ({\displaystyle \to }-élim) {\displaystyle {\frac {\Gamma \vdash M:A\to B\quad \Gamma \vdash N:A}{\Gamma \vdash MN:B}}}
- ({\displaystyle \forall }-intro) {\displaystyle {\frac {\Gamma \vdash M:B}{\Gamma \vdash M:\forall \alpha ~B}}} si {\displaystyle \alpha } n'a pas d'occurrence libre dans {\displaystyle \Gamma }
- ({\displaystyle \forall }-élim) {\displaystyle {\frac {\Gamma \vdash M:\forall \alpha ~B}{\Gamma \vdash M:B\{\alpha :=A\}}}}.

## Théorème de normalisation forte
Les termes typables du système F sont fortement normalisables, autrement dit la réduction des termes est une opération qui se termine toujours en produisant une forme normale.

### Candidats de réductibilité
La méthode des candidats de réductibilité a été développée par Jean-Yves Girard en généralisant la preuve de William W. Tait (en) pour prouver la forte normalisation du système T pour montrer la forte normalisation du système F, plus particulièrement, sa terminaison. En effet, une simple récurrence sur la taille du type ou du terme n'est pas suffisante, pour deux raisons. Premièrement, si {\displaystyle \lambda x.M} et {\displaystyle N} sont fortement normalisables, ce n'est pas nécessairement le cas de {\displaystyle (\lambda x.M)N}. Ce problème était déjà résolu par la méthode de Tait. Deuxièmement, pour montrer que {\displaystyle \Lambda \alpha .M:\forall \alpha .T} est fortement normalisable, il faut montrer que pour tout type {\displaystyle U}, {\displaystyle M\{\alpha :=U\}:T\{\alpha :=U\}} est fortement normalisable, or {\displaystyle T\{\alpha :=U\}} n'est pas nécessairement un type plus petit que {\displaystyle \forall \alpha .T}, ce qu'on peut constater en choisissant {\displaystyle T=\alpha \to \alpha }, {\displaystyle U=\forall \alpha .T}, on a alors {\displaystyle T\{\alpha :=U\}=(\forall \alpha .T)\to (\forall \alpha .T)}. C'est ce problème en particulier que Girard a résolu.
Un candidat de réductibilité {\displaystyle C} de type {\displaystyle T} est un ensemble de termes de type {\displaystyle A} qui vérifie un certain nombre de propriétés :
- tous les termes d'un candidat sont fortement normalisables,
- un candidat est stable par réduction,
- si {\displaystyle t} est un terme neutre et que tous les réduits de {\displaystyle t} sont dans {\displaystyle C}, alors {\displaystyle t\in C}. Un terme neutre est une variable, appliquée à une liste potentiellement vide de types et de termes en forme normale.

En particulier, l'ensemble {\displaystyle SN_{A}} des termes fortement normalisables de type {\displaystyle A} est un candidat de réductibilité de type {\displaystyle A}.
Soit {\displaystyle A} un type dont les variables libres sont incluses dans {\displaystyle \alpha _{1},\dots ,\alpha _{n}} et {\displaystyle R_{1},\dots ,R_{n}} des candidats de réductibilité de type
{\displaystyle \alpha _{1},\dots ,\alpha _{n}} respectivement. On définit par induction sur {\displaystyle A} l'ensemble {\displaystyle RED_{A}^{(R_{i})_{i}}}, qui est un candidat de réductibilité de type {\displaystyle A} :
- Si {\displaystyle A} est la variable {\displaystyle X_{i}}, {\displaystyle RED_{A}^{(R_{i})_{i}}=R_{i}}.
- Si {\displaystyle A=T\to U}, {\displaystyle RED_{A}^{(R_{i})_{i}}=\{M\mid \forall N\in RED_{T}^{(R_{i})_{i}},MN\in RED_{U}^{(R_{i})_{i}}\}}.
- Si {\displaystyle A=\forall \alpha .T}, {\displaystyle RED_{A}^{(R_{i})_{i}}=\bigcap _{U~{\textrm {type}}}\bigcap _{R'\in {\mathcal {C}}_{U}}RED_{T\{\alpha :=U\}}^{R_{1},\dots ,R_{n},R'}}, où {\displaystyle {\mathcal {C}}_{U}} désigne l'ensemble des candidats de réductibilité de type {\displaystyle U}.

Ensuite, on montre, par induction sur la dérivation, que si {\displaystyle \Gamma \vdash M:A}, {\displaystyle M\in RED_{A}^{SN_{\alpha _{1}},\dots ,SN_{\alpha _{n}}}}. On peut en déduire que si {\displaystyle M} est typable alors {\displaystyle M} est fortement normalisable.
Les candidats de réductibilité connaissent plusieurs variantes, par exemple les candidats peuvent être non-typés, et cette technique a été largement déclinée pour divers systèmes de types, présentant des caractéristiques variées : intersections de types, types récursifs, types modaux, types dépendants.

## Correspondance avec la logique du second ordre
À travers la correspondance de Curry-Howard, le système F correspond très exactement à la logique minimale du second ordre, dont les formules sont construites à partir des variables propositionnelles à l'aide de l'implication et de la quantification propositionnelle :
{\displaystyle A,B~~:=~~\alpha ~~|~~A\Rightarrow B~~|~~\forall \alpha \,B}
Rappelons que dans ce cadre, les unités {\displaystyle \top } (vérité) et {\displaystyle \bot } (absurdité), les connecteurs {\displaystyle \lnot } (négation), {\displaystyle \land } (conjonction) et {\displaystyle \lor } (disjonction) et la quantification existentielle {\displaystyle \exists \alpha \,B(\alpha )} sont définissables par
- {\displaystyle \top ~\equiv ~\forall \gamma \,(\gamma \Rightarrow \gamma )}
- {\displaystyle \bot ~\equiv ~\forall \gamma \,\gamma }
- {\displaystyle \lnot A~\equiv ~A\Rightarrow \bot }
- {\displaystyle A\land B~\equiv ~\forall \gamma \,((A\Rightarrow B\Rightarrow \gamma )\Rightarrow \gamma )}
- {\displaystyle A\lor B~\equiv ~\forall \gamma \,((A\Rightarrow \gamma )\Rightarrow (B\Rightarrow \gamma )\Rightarrow \gamma )}
- {\displaystyle \exists \alpha \,B(\alpha )~\equiv ~\forall \gamma \,(\forall \alpha \,(B(\alpha )\Rightarrow \gamma )\Rightarrow \gamma )}

(On notera qu'à travers la correspondance de Curry-Howard, l'absurdité correspond au type vide, la vérité au type singleton, la conjonction au produit cartésien et la disjonction à la somme directe.)
On démontre que dans ce formalisme, une formule est prouvable sans hypothèses si et seulement si le type correspondant dans le système F est habité par un terme clos.